# Suchedniów
Suchedniów è un comune urbano-rurale polacco del distretto di Skarżysko-Kamienna, nel voivodato della Santacroce.
Ricopre una superficie di 74,94 km² e nel 2006 contava 10 904 abitanti.